# Hirasa dyscola
Hirasa dyscola là một loài bướm đêm trong họ Geometridae.